# Relation territoriale entre la France et la Géorgie
La relation territoriale entre la France et la Géorgie, créant un lien officiel entre des entités territoriales des deux pays, date de l’époque soviétique, en 1979 : elle concerne le jumelage des villes de Nantes et de Tbilissi, signé par les maires de ces deux villes Alain Chénard et Gouram Gabounia. 

## Jumelage

### Nantes et Tbilissi

Blason de Tbilissi

Blason de Nantes

Les bilans du jumelage entre Nantes et Tbilissi, en 2007 ou 2008 font apparaître un grand nombre d’acteurs — tant du côté français que du côté géorgien — relevant des mouvements associatif (Association étudiante la Pech’, Association AGIR,  Association Collect-if, Accueil paysan, La vie rurale, Association Nantes –Tbilissi… ), éducatif (IUFM de Nantes, École Marie Brosset, École Noé Jordania…) ou culturel (Musée des Beaux-Arts de Nantes, Bibliothèques de Nantes, Musée Jules-Verne…) et un grand nombre d’événements (échanges, formations, expositions…). 
Les deux métropoles sont rejointes en 1975 par Sarrebruck (avec laquelle Nantes est jumelée depuis 1965), des manifestations triangulaires supplémentaires prennent naissance,.
Quelques évènements ont particulièrement marqué ce demi-siècle de jumelage, le départ de Nantes le 16 avril 2004 d’un bibliobus chargé de livres français et son arrivée à Tbilissi le 27 avril 2004, le convoi de première nécessité envoyé le 28 août 2008 en pleine guerre russo-géorgienne et le soutien sur place le 3 septembre 2008 du maire de Nantes, Jean-Marc Ayrault.

### Souvigny et Mtskheta
Sous l'impulsion d'un entrepreneur français installé en Géorgie depuis une vingtaine d'années, les communes de Souvigny, dans le département de l'Allier, et de Mtskheta, capitale de l'ancienne Géorgie, décident de lancer un projet de jumelage en 2017,.

## Coopération décentralisée
Plusieurs accords de coopération décentralisée se sont mis en place entre entités territoriales françaises et géorgiennes.

### Yonne et Kakhétie

Blason de Telavi, capitale de Kakhétie

Blason de la ville d'Auxerre (Yonne)

Des représentants du département de l'Yonne et de la région de Kakhétie  se rencontrent en 1999 à Vézelay, lors d'un séminaire organisé par l'UNESCO. Le domaine culturel est exploré en 2002, avec des manifestations géorgiennes dans l'Yonne et des manifestations françaises en Kakhétie. Les projets relevant de la francophonie conduisent des collégiens français en Kakhétie, des collégiens géorgiens dans l'Yonne, des étudiants géorgiens à l'Université de Bourgogne, ainsi que des professeurs de français ; un Festival de théâtre français est organisé à Telavi. La viticulture est à l'origine d'échanges entre vignerons français et géorgiens ; un manuel d'oenologie est traduit langue géorgienne. La race charolaise est introduite dans les fermes de Kakhétie. En 2008 une exposition Picasso est tenue en Kakhétie, en 2009 une exposition Pirosmani est tenue à Auxerre. En 2010, la coopération s'étend au domaine de la santé: les investissements fournis pour partie par le Conseil général de l'Yonne et pour partie par les autorités régionales de Kakhétie permettent l'obtention d'un terrain, la construction d'un centre et l'achat des matériels (laboratoire d'analyse, radiologie, cardiologie, neurologie, dialyse ...). Des échanges entre médecins français et médecins géorgiens sont programmés, en termes de diagnostics et de thérapie. Le centre médical démarre sur la base d'une cinquantaine d'examens par jour et atteint 250 en 2017,.

### Strasbourg et Koutaïssi
Les villes de Strasbourg et de Koutaïssi, qui abrite le Parlement de Géorgie, coopèrent à partir de 2007 dans le domaine de la démocratie locale.

### La Capelle et Satchkere
Les communes de La Capelle, dans le département de l'Aisne, et de Satchkhere, en Iméréthie, nouent des liens d'amitié en 2014.

### Autres
D'autres projets de jumelage, ou de coopération, ont parfois été engagé, comme celui qui concernait les villes de Lyon et de Koutaissi en termes d'assainissement d'eau et de protection de l'environnement (2007), mais n'ont pas perduré. Le plus emblématique a été avancé au début des années 2000 entre la commune de Leuville-sur-Orge (4 000 habitants à l'époque) et Mtskheta (7 700 habitants à l'époque); il réapparaît lors du transfert de propriété du domaine d'exil de la République démocratique de Géorgie à l'État géorgien le 23 septembre 2016 ; il est à nouveau controversé en raison de la disparité de taille (interview de la députée géorgienne Salomé Zourabichvili connaissant les deux communes).

## Bilan global
Deux facteurs ont favorisé les rapprochements territoriaux, un facteur humain lorsque certains interlocuteurs français connaissaient la Géorgie (Alain Chénard et Jean-Marc Ayrault pour Nantes ou Jacques Fleury pour Souvigny), et un facteur associatif lorsque des associations de la loi de 1901 prenaient le relai des collectivités territoriales comme l’Association Nantes-Tbilissi,  ou l’association Yonne-Kakhétie. À contrario deux facteurs ont parfois été défavorables, le retrait de ces personnalités (Gaston Bouatchidzé à Nantes) et la diminution des dotations territoriales allouées à ces coopérations.